# 박경현
박경현은 대한민국의 배구 선수이다. 2015-16 V-리그 1라운드 4순위(수원 현대건설 힐스테이트)로 프로에 입단하였다.